# From Vegas to Macau 2
Série
From Vegas to Macau
(2015) From Vegas to Macau 3
(2015)
Pour plus de détails, voir Fiche technique et Distribution.
From Vegas to Macau 2 (賭城風雲II, Du cheng feng yun II) est une comédie sino-hongkongaise réalisée par Wong Jing et Aman Chang (en) et sortie en 2015 à Hong Kong. C'est la suite de From Vegas to Macau (2014).
Elle totalise 156,85 millions $ de recettes au box-office, malgré de mauvaises critiques. Sa suite, From Vegas to Macau 3, sort l'année suivante.

## Synopsis
Ken (Chow Yun-fat), surnommé « Main magique », vit maintenant une vie luxueuse loin du stress du monde du jeu et des inévitables implications avec les criminels qu'il entraîne. Son protégé, Vincent (Shawn Yue), travaille pour Interpol dans le but de faire tomber l'organisation criminelle DOA, et sa demande d’aide à son maître est systématique repoussée par Ken. Ce n’est que lorsque ce-dernier est impliqué dans une fusillade qui le met en danger, lui et ses amis, qu’il accepte à contrecœur d’aider Interpol et que lui et Vincent commencent à remonter la trace d'un ex-comptable de DOA, Mark (Nick Cheung). Seulement , celui-ci a détourné 15 milliards $ de ses anciens employeurs, s'attirant contre lui toute la puissance du monde criminel.

## Fiche technique
- Titre : From Vegas to Macau 2
- Titre original : 賭城風雲II
- Réalisation : Wong Jing et Aman Chang (en)
- Scénario : Wong Jing
- Photographie : Andrew Lau et Cho Man-keung
- Montage : Azrael Chung
- Musique : Chan Kwong-wing et Yu Peng
- Production : Andrew Lau et Connie Wong
- Société de production : Mega-Vision Project Workshop, TVB, Polybona Films, Sun Entertainment Culture et Media Asia Entertainment Group
- Société de distribution : Media Asia Entertainment Group
- Pays d'origine :  Hong Kong et  Chine
- Langue originale : cantonais, mandarin et thaï
- Format : couleur
- Genre : comédie
- Durée : 110 minutes
- Dates de sortie :
  - Hong Kong, Chine, Singapour et Malaisie : 19 février 2015
  - Taïwan : 26 février 2015

## Distribution
- Chow Yun-fat : Ken/Ko Chun, le « Dieu du jeu »
- Nick Cheung : Mark
- Carina Lau : Molly
- Shawn Yue : Vincent
- Angela Wang : Yan, la fille de Mark
- Michelle Hu : Purple, la tueuse d'Aoi
- David Chiang : Victor
- Kimmy Tong : Rainbow[1]
- Philip Keung : Ma Tai-fat
- Wu Yue (en) : l'homme de main d'Aoi qui se bat contre Vincent
- Jin Qiaoqiao (en) : Aoi
- Kenny Wong (en) : Ben, un policier d'Interpol
- Derek Tsang : un policier d'Interpol
- Connie Man : Jackie, un policier d'Interpol
- Rebecca Zhu (en) : un policier d'Interpol
- Samantha Ko (en) : une femme de main d'Aoi
- Jacky Cai : l'homme de main d'Aoi qui se bat contre Mark
- Ken Lo : Rymi, le champion de boxe thaï
- Treechada Petcharat (en) : le patron thaïlandais de casino
- Candy Chang (en) : la femme de main d'Aoi armée d'une arbalète
- Bella Lo : la fille de Victor
- Julio Acconci (en) : Do Min-shui, le compagnon de Molly
- Hazel Tong : un policier d'Interpol
- Dominic Ho : un policier d'Interpole
- Wang Zizi : l'homme de main d'Aoi qui se bat contre Mark
- Jolie Fan
- Yuan Quan : la femme de Mark
- Natalie Meng : le tricheur de  mah-jong
- Eric Tsang : Donnie Yen
- Natalis Chan : Champ
- Wong Jing : Smartie (non crédité)
- Felix Lok (en) : Mr Hon
- Aman Chang (en) : Jiang
- Andy Lau : Michael Chan (de la série Les Dieux du jeu)

## Critique
James Marsh du magazine britannique Screen International donne au film une critique négative et écrit : « Le résultat est un recul notable de la qualité par rapport au volet de l'année dernière » et « une grande partie des effets comiques du film échouent ».

## Box-office
En mars 2015, le film totalise 157 millions $ en Chine.
Le film commence à la seconde place du box-office chinois derrière Dragon Blade avec 29 millions $ de recettes pour son premier week-end (43,1 million $ de jeudi à dimanche) ce qui est supérieur à l'équivalent de son prédécesseur. Il domine le box-office lors de son deuxième week-end avec 69,8 millions $ (en hausse de 58%). Au cours de son troisième week-end, le film reste à la deuxième place, récoltant 27,4 millions $, derrière le film d'animation Les Nouveaux Héros